# Dylan Gilmer
Dylan Gilmer (* 4. März 2009 in Annapolis, Maryland) ist ein US-amerikanischer Jungschauspieler und Hip-Hop-Künstler.

## Leben
Dylan Gilmer wurde am 4. März 2009 in Annapolis, Maryland, geboren. Er spielte in der ersten Klasse Fußball, bevor er erfolgreich wurde. Seinen ersten Auftritt hatte Gilmer in The After After Party als musikalischer Gast. Seinen Erfolg hatte er 2019 in der The Ellen DeGeneres Show. Am 29. Februar 2020 erschien die gleichnamige Fernsehserie auf Nickelodeon.

## Filmografie
- 2011: The After After Party with Steven Michael Quezada (Fernsehserie, 2 Folgen)
- 2018: Lip Sync Battle Shorties (Fernsehserie, 1 Folge)
- 2019: The Ellen DeGeneres Show (Fernsehserie, 3 Folgen)
- 2019: America’s Got Talent (Fernsehserie, 2 Folgen)
- 2019–2020: All Das (All That) (Fernsehserie, 2 Folgen)
- seit 2020: Tyler Perry’s Young Dylan (Fernsehserie)
- 2020: Nickelodeon’s Unfiltered (Fernsehserie, 1 Folge)
- 2020: Group Chat (Fernsehserie, 3 Folgen)
- 2020: The All-Star Nickmas Spectacular (Fernsehspecial)
- 2021: The Tonight Show (Fernsehserie, 1 Folge)
- 2021: The Kids Tonight Show (Fernsehserie, 1 Folge)
- seit 2021: NFL Slimetime (Fernsehserie)
- 2021–2022: Ein Mädchen namens Lay Lay (That Girl Lay Lay, Fernsehserie, 2 Folgen)
- 2022: Side Hustle (Fernsehserie, 1 Folge)

## Diskografie
Alben
- 2018: Tha Cheat Code
- 2019: Tha Cheat Code Reloaded
- 2019: All Tha Way Lit Up
- 2020: Recess Is Over

Singles
- 2018: Go Lay Lay Go
- 2019: Get To Lovin'
- 2020: Young Dylan Theme Song
- 2021: I'm That (feat. That Girl Lay Lay)
- 2021: Tik Tok
- 2023: No Apologies (Nickelodeon Remix)

## Auszeichnungen und Nominierungen
| Jahr | Auszeichnung        | Kategorie             | Arbeit       | Ergebnis  | Resultat                             |
| ---- | ------------------- | --------------------- | ------------ | --------- | ------------------------------------ |
| 2021 | Kids' Choice Awards | Favorite Male TV Star | Dylan Gilmer | Nominiert | [ 2 ]                                |
| 2022 | Kids' Choice Awards | Favorite Male TV Star | Young Dylan  | Nominiert | [ 3 ]                                |
| 2023 | Kids' Choice Awards | Favorite Male TV Star | Young Dylan  | Nominiert | [ 4 ]                                |
| 2024 | Kids' Choice Awards | Favorite Male TV Star | Young Dylan  | Nominiert | [ 5 ] [ 6 ] [ 7 ] [ 8 ] [ 9 ] [ 10 ] |